# موجارة سوداء
موجارة سوداء (الاسم العلمي: Gerres nigri) (بالإنجليزية: Guinean striped mojarra)‏ هي نوع من الأسماك تتبع جنس الموجارة من فصيلة الموجارات.